# Campionato italiano di beach soccer 2005
La Serie A 2005 è stata la 2ª edizione della massima serie del campionato italiano di calcio da spiaggia, disputata tra il 17 giugno e il 4 settembre 2005 e conclusa con la vittoria dei Cavalieri del Mare Forte dei Marmi, al loro secondo titolo, che nella finale di Lignano Sabbiadoro ha battuto il Coil Lignano Sabbiadoro per 10-4.

## Regolamento
Le sedici squadre sono state suddivise in quattro gruppi (A, B, C e D) da quattro ciascuno: i primi due hanno fatto parte del Girone Nord, i restanti due hanno composto il Girone Sud. In entrambi i gironi sono state disputate tre tappe della durata di due giorni, caratterizzate da otto incontri ciascuna: dopo le partite della prima giornata, previsto uno scontro diretto tra le due vincenti e tra le due perdenti. Assegnati 3 punti per la vittoria al termine dei tempi regolamentari, 2 punti per la vittoria dopo il tempo supplementare o dopo i tiri di rigore, 1 punto per la sconfitta dopo il tempo supplementare o dopo i tiri di rigore, 0 punti per la sconfitta al termine dei tempi regolamentari. Da aggiungere alcuni punti bonus al termine della singola tappa: 6 punti per la prima classificata, 4 punti per la seconda, 2 punti per la terza. Qualificate alle finali scudetto le prime due classificate di ogni gruppo.

## Stagione

### Girone Nord
1ª tappa - Locarno, 25-26 giugno:
Girone A:

Cavalieri del Mare Forte dei Marmi-Città di Grado 9-7

Coil Lignano Sabbiadoro-Milano Beach Soccer 9-4

Cavalieri del Mare-Coil Lignano Sabbiadoro 4-3

Città di Grado-Milano Beach Soccer 7-5

Girone B:

Agenzia Lemme Vasto-Bologna Beach Soccer 12-2

Friulpesca Marano Lagunare-Soleluna Senigallia 6-3

Agenzia Lemme Vasto-Friulpesca Marano Lagunare 4-5 dts

Bologna Beach Soccer-Soleluna Senigallia 9-10
2ª tappa - Rivergaro, 9-10 luglio:
Girone A:

Coil Lignano Sabbiadoro-Città di Grado 6-7 dcr

Milano Beach Soccer-Cavalieri del Mare Forte dei Marmi 4-7

Cavalieri del Mare Forte dei Marmi-Coil Lignano Sabbiadoro 4-2

Città di Grado-Milano Beach Soccer 4-8

Girone B:

Bologna Beach Soccer-Friulpesca Marano Lagunare 5-7

Soleluna Senigallia-Agenzia Lemme Vasto 5-8

Agenzia Lemme Vasto-Friulpesca Marano Lagunare 5-7

Bologna Beach Soccer-Soleluna Senigallia 2-3
3ª tappa - Cervia, 6-7 agosto:
Girone A:

Cavalieri del Mare Forte dei Marmi-Coil Lignano Sabbiadoro 6-9

Città di Grado-Milano Beach Soccer 4-3

Città di Grado-Coil Lignano Sabbiadoro 2-3

Cavalieri del Mare Forte dei Marmi-Milano Beach Soccer 3-5

Girone B:

Agenzia Lemme Vasto-Friulpesca Marano Lagunare 6-2

Bologna Beach Soccer-Soleluna Senigallia 5-7

Soleluna Senigallia-Agenzia Lemme Vasto 6-7 dcr

Bologna Beach Soccer-Friulpesca Marano Lagunare 6-9
Classifiche finali:

Girone A:
1. Cavalieri del Mare Forte dei Marmi 24 pti
2. Coil Lignano Sabbiadoro 23 pti
3. Città di Grado 12 pti
4. Milano Beach Soccer 12 pti

Girone B:
1. Friulpesca Marano Lagunare 28 pti
2. Agenzia Lemme Vasto 26 pti
3. Soleluna Senigallia 18 pti
4. Bologna Beach Soccer 0 pti

Qualificate alle finali: Cavalieri del Mare Forte dei Marmi, Coil Lignano Sabbiadoro, Friulpesca Marano Lagunare e Agenzia Lemme Vasto.

### Girone Sud
1ª tappa - Catania, 17-18 giugno:
Girone C:

Terranova Terracina-Città degli Eventi Eboli 4-3

Panarea Catanzaro-Catania Beach Soccer 4-5

Terranova Terracina Beach Soccer-Catania Beach Soccer  2-4

Panarea Catanzaro-Città degli Eventi Eboli 1-4
Girone D:

Feldi Salerno-I Soci Scoglitti Ragusa 3-6

Reggio Calabria-Catanzaro Beach Soccer 4-3 dts

I Soci Scoglitti Ragusa-Reggio Calabria 7-4

Feldi Salerno-Catanzaro Beach Soccer 2-4
2ª tappa - Eboli, 16-17 luglio:
Girone C:

Terranova Terracina-Catania Beach Soccer 10-8

Despar Eboli-Panarea Catanzaro 5-2

Terranova Terracina-Despar Eboli 2-4

Catania Beach Soccer-Panarea Catanzaro 5-3

Girone D:

I Soci Scoglitti Ragusa-Reggio Calabria 6-9

Feldi Salerno-Catanzaro Beach Soccer 3-6

Catanzaro Beach Soccer-Reggio Calabria 5-3

I Soci Scoglitti Ragusa-Feldi Salerno 5-3
3ª tappa - Catanzaro, 20-21 agosto:
Girone C:

Catania Beach Soccer-Despar Eboli 5-6

Panarea Catanzaro-Terranova Terracina 2-3

Catania Beach Soccer-Panarea Catanzaro 5-4

Despar Eboli-Terranova Terracina 7-6 dcr

Girone D:

Feldi Salerno-Reggio Calabria 2-6

Catanzaro Beach Soccer-I Soci Scoglitti Ragusa 6-2

Feldi Salerno-I Soci Scoglitti Ragusa 5-6 dts

Reggio Calabria-Catanzaro Beach Soccer
Classifiche finali:

Girone C:
1. Despar Eboli 25 pti (+8 d.r.)
2. Terranova Terracina 25 pti (0 d.r.)
3. Catania Beach Soccer 22 pti
4. Panarea Catanzaro 0 pti

Girone D:
1. Catanzaro Beach Soccer 32 pti
2. I Soci Scoglitti Ragusa 21 pti
3. Reggio Calabria 18 pti
4. Feldi Salerno 1 pto

Qualificate alle finali: Despar Eboli, Terranova Terracina, Catanzaro Beach Soccer e I Soci Scoglitti Ragusa.

## Poule scudetto
Lignano Sabbiadoro, 2-4 settembre:
Quarti di finale:

I Soci Scoglitti Ragusa-Despar Eboli 5-3

Terranova Terracina-Catanzaro Beach Soccer 4-3

Cavalieri del Mare Forte dei Marmi-Agenzia Lemme Vasto 11-3

Coil Lignano Sabbiadoro-Friulpesca Marano Lagunare 6-5
Semifinali:

Cavalieri del Mare Forte dei Marmi-I Soci Scoglitti Ragusa 3-1

Coil Lignano Sabbiadoro-Terranova Terracina 3-1
Finale 3º-4º posto:

I Soci Scoglitti Ragusa-Terranova Terracina 3-8
Finalissima:

Cavalieri del Mare–Coil Lignano Sabbiadoro 10-4

(parziali 3-1, 3-2, 4-1)
Cavalieri del Mare: Scalabrelli, Mainero, Galli, Fruzzetti G., Madjer, Agostini, Fruzzetti F., Menchini, Baldini, Rasulo. All.: De Angeli.

Coil Lignano Sabbiadoro: Fabro, Panfili, Casarsa, Buso, Scherf, Bresolin, Rigonat, Dugaro, Michelin, Amarelle. All.: Della Negra.

Arbitri: Conti di Ravenna e Cascone di Ragusa.

Marcatori: 1' pt Madjer, 9' e 11' pt Agostini, 11' pt Amarelle, 5' st Agostini, 7' e 8' st Madjer, 10' st Amarelle, 10' st Rigonat, 1' tt Madjer, 6' tt Fruzzetti F., 7' tt Bresolin, 8' tt Agostini, 11' tt Madjer.

Note: ammoniti Agostini e Mainero (C).